# Slovenské Hnutie Obrody
Slovenské Hnutie Obrody (zkratka SHO, česky Slovenské Hnutí Obrody) je slovenské politické hnutí, původně založené jako občanské sdružení. Jako politická strana bylo hnutí zaregistrováno až v roce 2019. Hnutí je značně euroskeptické a neskrývá své sympatie k fašistickému Slovenskému štátu.